# Catedral de Santiago de Bilbao
La Catedral de Santiago de Bilbao, també coneguda com a Catedral Basílica de Santiago en Bilbao (Biscaia, País Basc, Espanya) és el temple catòlic que des de 1949 alberga la seu de la Diòcesi de Bilbao. Va ser construïda entre l'última cambra del segle xiv i principis del segle xvi en estil gòtic, si bé, la seva façana i torre són el resultat d'una profunda reconstrucció realitzada en el segle xix en estil neogòtic. La Catedral pren el seu nom del patró de Bilbao, l'Apòstol Santiago el Major, en relació amb el pas per la ciutat d'un branc costaner del Camí de Sant Jaume. Es tracta de l'església gòtica més monumental de Biscaia i compleix, així mateix, la funció de parròquia. En 1819 va obtenir el rang de Basílica Menor, sent la primera església que obtenia aquest títol al País Basc.

## Història

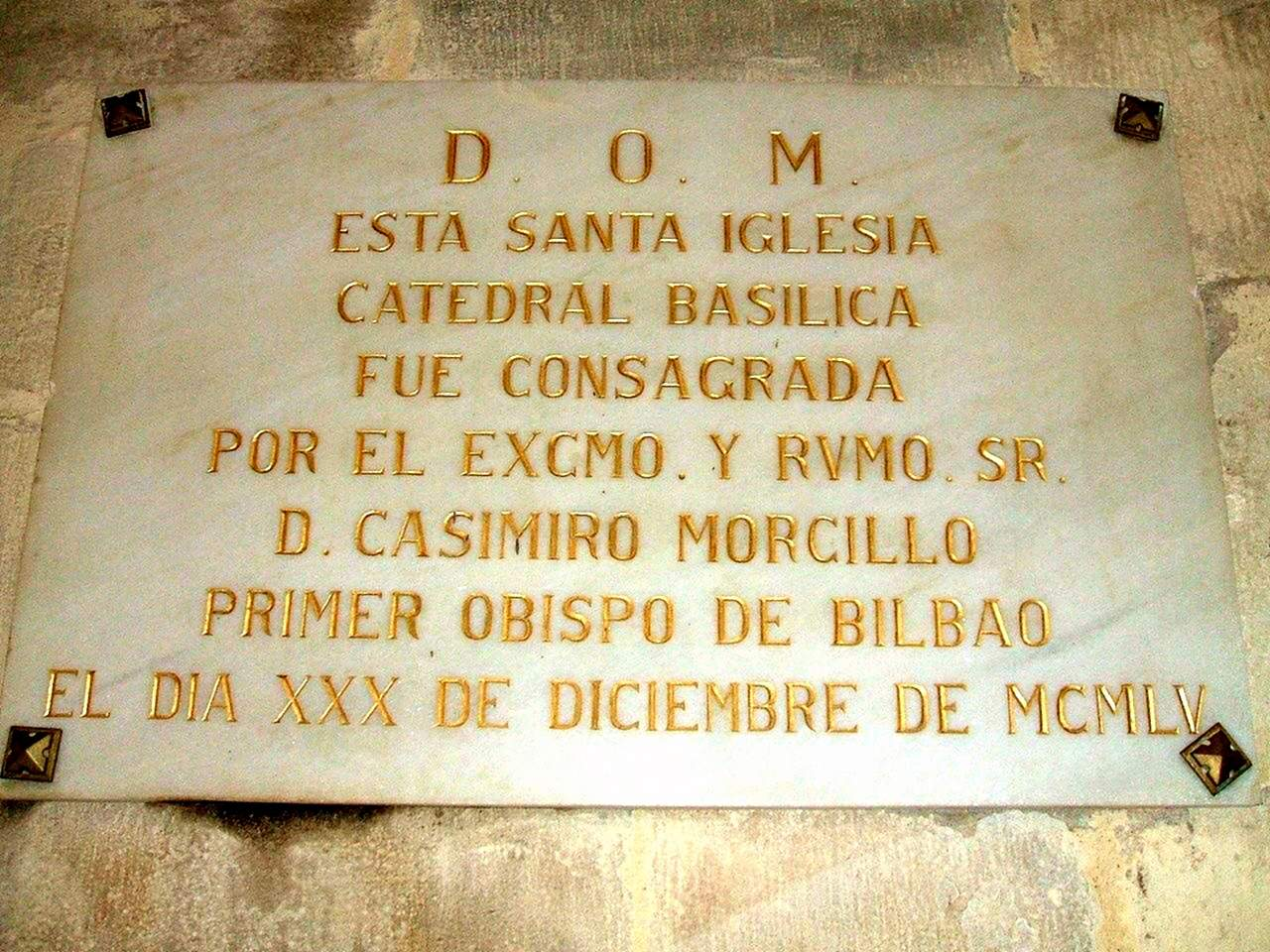
Placa commemorativa de la consagració de la Catedral Basílica, el 30 de desembre de 1955.

L'edifici actual va succeir a altres dos anteriors en el mateix emplaçament i amb la mateixa advocació. El primer era anterior a 1300, data de la fundació de la vila per Diego López V d'Haro mitjançant la Carta de poblament, i disposava d'una necròpoli exterior situada entorn del mur de capçalera. El segon temple va ser bàsicament una ampliació de l'anterior, obligada davant el creixement demogràfic del nucli urbà. Aquest segon temple va ser efímer, ja que en 1374 va quedar arrasat en un paorós incendi, després de la qual cosa el Papa Gregori XI va dispensar indulgències als qui donessin almoines per a l'erecció del nou temple, conforme a un projecte arquitectònic més ambiciós.
La catedral aixecada després del sinistre de 1374 és el resultat d'un període llarg i acumulatiu de diferents elements: l'església, el claustre, el pòrtic, la sagristia i la torre-façana. Començades a la fi del segle xiv, cap a 1397, conforme a l'estil gòtic clàssic llavors imperant, les obres van ser perllongant-se lentament durant un segle llarg. Cap a mitjans del segle xv estaven acabats el trifori i la girola amb les seves cinc capelles centrals; en la segona meitat de la centúria es va treballar en les altres capelles de la capçalera i posteriorment, ja a la frontera amb el segle xvi, en les capelles laterals de la nau. En aquestes mateixes dates es va construir el claustre i la Porta de l'Ángel, que li dona accés des del carrer i que incorpora ja elements del gòtic florit.
Es va completar així el conjunt gòtic que anys després, ben entrat el segle xvi, es va enriquir amb la Sagristia, el gran pòrtic exterior i el perdut Retaule Major, tots dos d'estil renaixentista.
El Retaule Major va haver de ser una gran creació artística del franc-flamenc Guiot de Beaugrant, mestre actiu a Bilbao a mitjans del segle xvi, qui ho va realitzar entre 1533 i 1543; desmuntat en 1805, d'aquest retaule es conserven quatre talles dels Pares de l'església llatina, avui col·locades en la Sagristia, i altres tres embalums avui situats en les capelles del Pilar, el Crist de l'Amor i Santa Llúcia. L'11 de juny de 1819 Roma va atorgar a l'església el rang de basílica menor, la primera del País Basc. En la segona meitat del segle xix es van dur a terme el repicat de parets i voltes, la reconstrucció de la Sagristia i, en la dècada del 1880, la gran reforma de tota la façana, amb la seva torre i la seva agulla, en un estil neogòtic harmonitzat amb les velles formes gòtiques, donant al temple el seu aspecte actual.
En el primer terç del segle xx es va restaurar el claustre i en els anys finals del segle, amb posterioritat a les devastadores inundacions de 1983, quan les aigües del Nervión-Ibaizábal van envair tot el casc vell bilbaí i van anegar la Catedral, es va actuar en tot el conjunt, reparant i netejant els interiors i exteriors danyats per la riuada. Les actuacions es van perllongar fins a l'any 2000. Com a resultat d'aquesta restauració, la Catedral presenta avui un perfecte estat de conservació.
En 1949 la basílica va adquirir la dignitat catedralícia en establir-se la Diòcesi de Bilbao com un desmembrament de la Diòcesi de Vitòria. La nova diòcesi va ser instituïda per Pius XII mitjançant la butlla d'erecció Quo Commodius amb data del 2 de novembre de 1949. En 1950 va prendre possessió de la seu episcopal el primer prelat, Casimiro Morcillo González, qui va consagrar la Catedral Basílica el 30 de desembre de 1955.
És Monument Històric-Artístic Nacional des del 3 de juny de 1931.

## Descripció
La Catedral de Bilbao destaca principalment per la seva petita grandària (per tractar-se d'un temple catedralici, encara que, en realitat, ampli per a una església parroquial, tal com va ser concebuda) i el compacte dels seus trets gòtics. Les dimensions són 51,5 m de llarg, 22,3 m d'ample, 22,5 d'alt en la nau major i 1100 m² de superfície. L'aparell és molt uniforme, de carreus d'arenisca, i ofereix en el seu interior un bell colorit, torrat o vinòs amb vetes.

### Façana i torre
En les dècades de 1880 i 1890 es va reedificar per complet tota la façana, amb la seva portada, la seva rosassa, la seva torre i el seu chapitel, en un estil neogòtic harmonitzat amb les velles formes gòtiques. Va substituir la vella façana barroca del segle xvii que protegia un gran finestral gòtic. La portada ogival consta de quatre arquivoltes amb discreta decoració vegetal i adorns trasdossats amb rematada conopial en cabdell; la flanquegen escultures de Sant Pere i Sant Pau. En el segon nivell se situen la rosassa, envoltat per vegetals, la venera i la creu de Santiago.
La torre actual és la quarta que es té notícia: les seves predecessores van ser una construcció de la qual no es coneixen detalls i que va ser substituïda per una torre barroca al segle xviii, la qual al seu torn va deixar pas a una altra molt massissa que va ser derrocada a principis del segle xix. En 1883 la tercera torre, de tipus neoclàssic, va anar igualment derruïda per deixar pas a la nova neogòtica, dissenyada per l'arquitecte Severino de Achúcarro. Façana i torre van quedar concloses en 1891.
La torre, de 64 metres d'alçada, es compon de tres cossos. L'inferior té contraforts aciculars en les cantonades i conté dos finestrals amb arc apuntat i arquivolta, més el rellotge en la part superior. El cos central, confeccionat, com l'anterior, amb carreus blancs de la muntanya Oiz, allotja el campanar, amb onze campanes foses en 1890, 1895 i 1916, i disposades en tres nivells: quatre són de repic i set de volteig, no divisables després dels finestrals apuntats i amainelats. Un chapitel calat corona la torre; aquest tercer cos està llaurat en pedra blanca portada d'Angulema, França.

### Accessos i pòrtic
En el costat nord se situa la porta d'accés al claustre, l'anomenada Porta de l'Ángel, que pren el seu nom d'un retaule dedicat a l'arcàngel Sant Miquel que hi havia en el claustre. La seva bella portada gòtica florida és dels primers anys del segle xvi i va ser restaurada a la fi del segle xx. Un trencallums separa les dues portes d'entrada acollides sota arcs carpanells deprimits, sobre els quals s'estén un ampli timpà decorat amb relleus flamígers inspirats en el símbol basc del lauburu. Les arquivoltes, que flanquegen dos pilars decreixents, presenta en la part superior un trasdós conopial, rematat en floró i que emmarca una venera o petxina de pelegrí, reflex de la tardana incorporació d'aquesta església a la tradició jacobea. Per aquest motiu la Porta de l'Ángel rep també el nom de Porta dels Pelegrins.

Portades i pòrtic
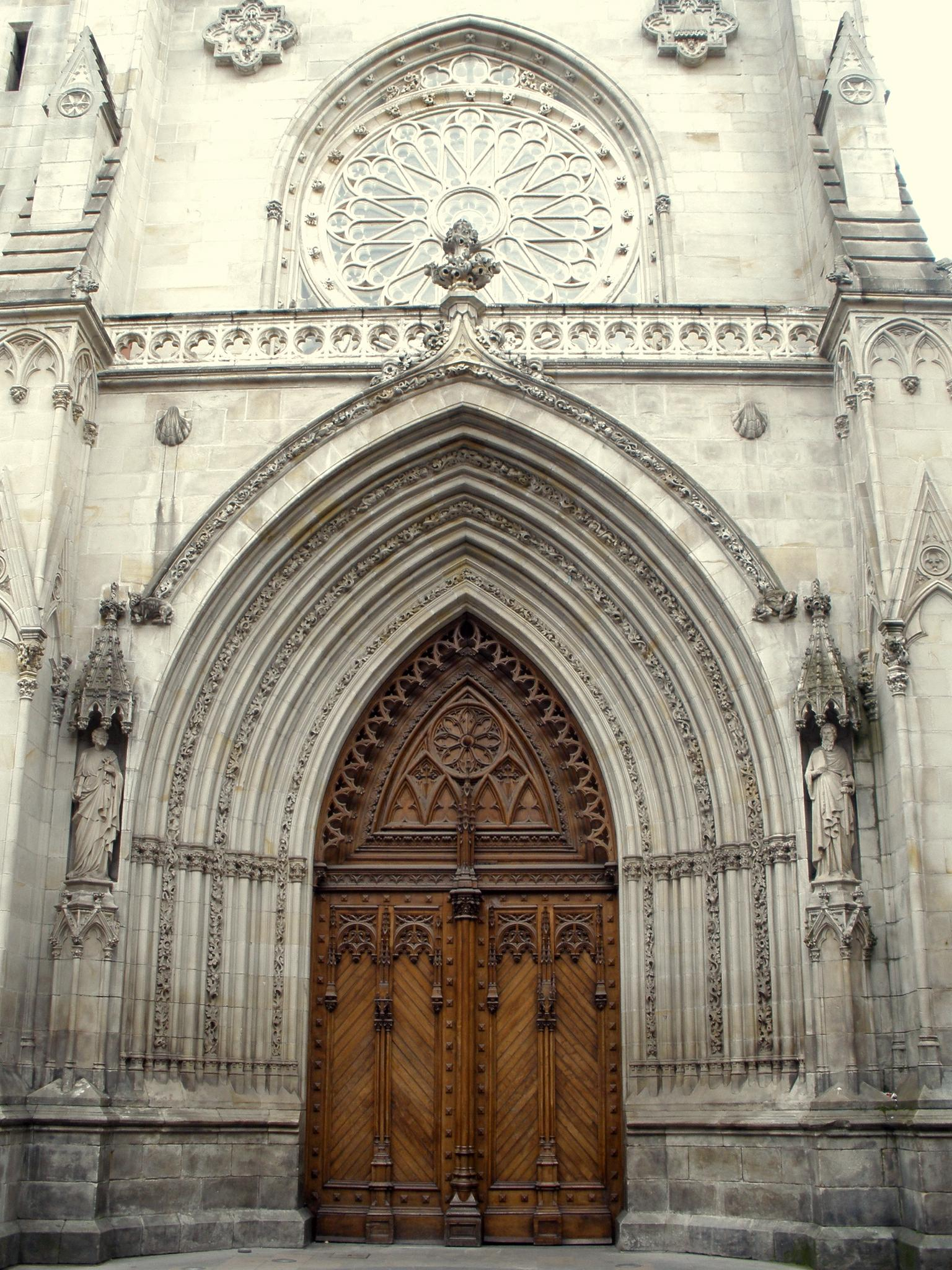
Portada de la façana neogótica, costat oest.
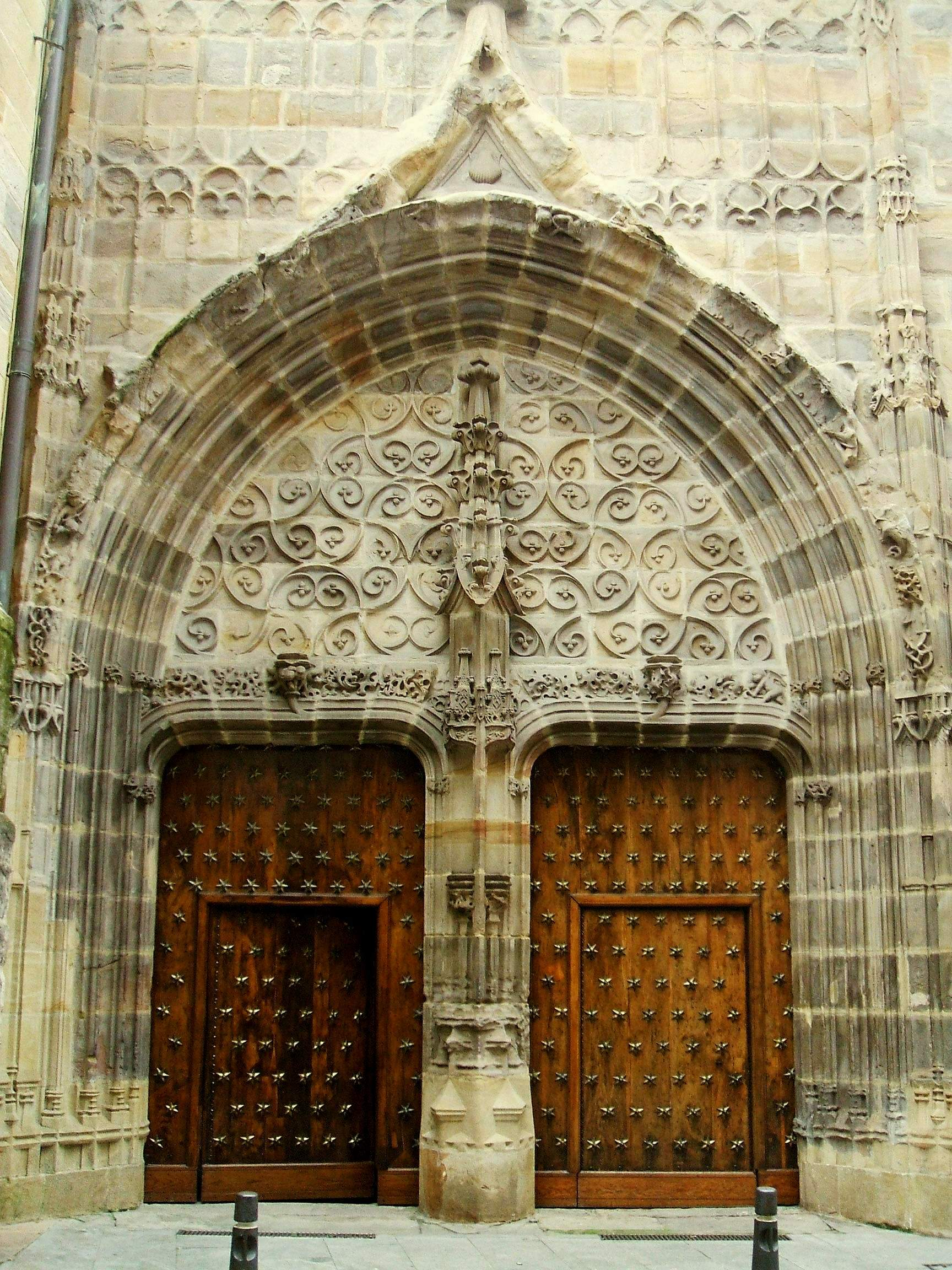
Porta de lÀngel (accés al claustre), costat nord.
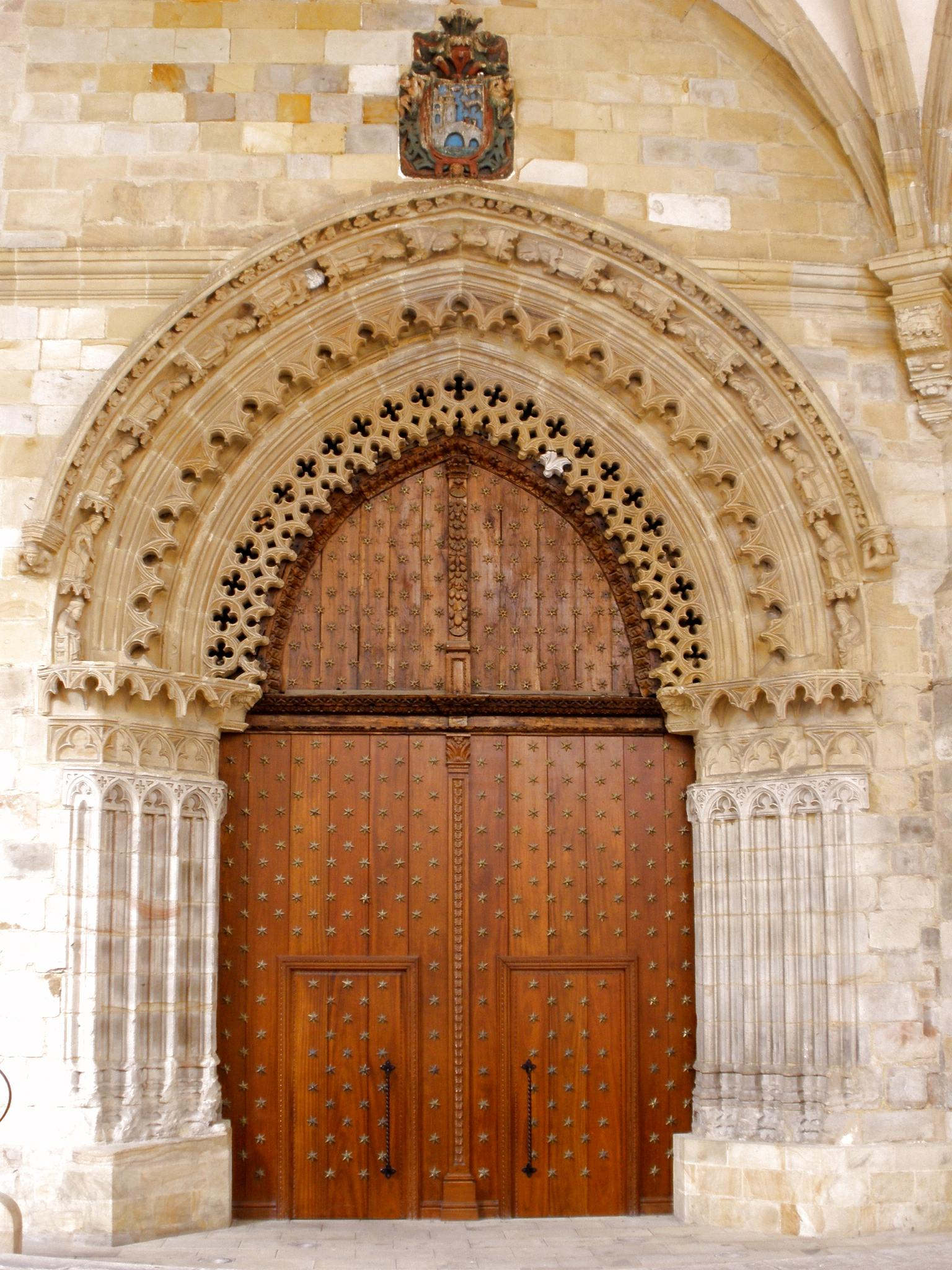
Portada del Pòrtic, costat sud.
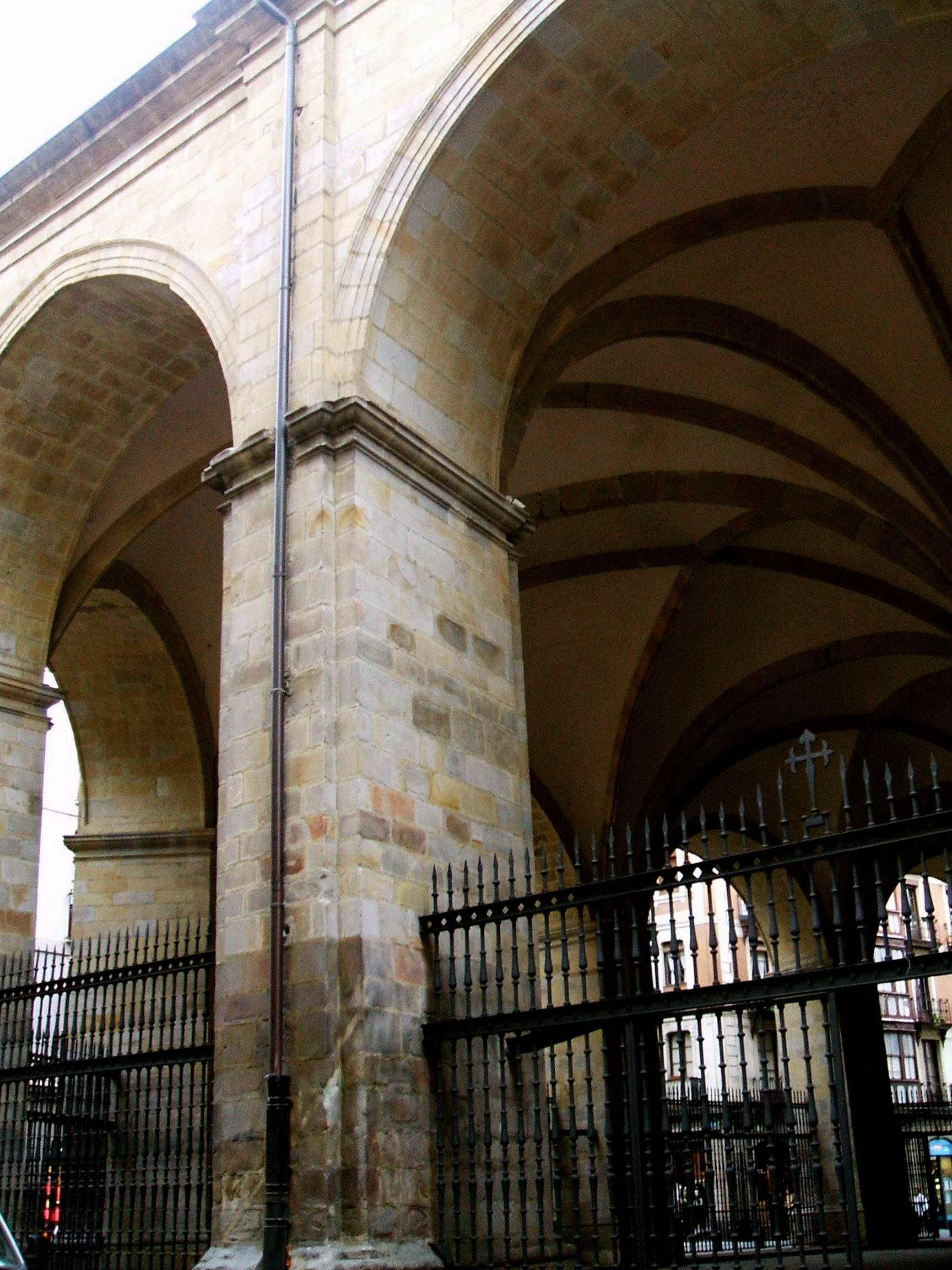
Pòrtic, costat sud.

El gran pòrtic va ser aixecat pel general Villegas, en el costat sud del temple a partir de 1580 en el mateix lloc que ocupava un antic cementiri i no es va rematar fins a transcorregut un segle. Les seves grans dimensions, creant una planta irregular vagament triangular, s'expliquen per la seva funció de contrafort de tota la nau de l'Epístola, que presentava problemes de fonamentació en erigir-se el temple sobre un terreny de marisma. El seu perímetre ho defineixen set pilars de secció prismàtica irregular que sostenen sis arcs de mig punt. En un dels pilars, el que dona al carrer Tendería, apareixen llaurades les armes de la vila com a símbol de possessió i patronat. La seva actual coberta avoltada es remunta a 1686.
En aquest espai cobert destaca la portada meridional d'accés al temple. És una obertura gòtica freturosa de timpà i amb arquivoltes apuntades abocinadas, amb decoració angrelada en els seus dos arcs inferiors i decoració iconogràfica en l'arc exterior, que mostra les figures de profetes sedents sota doselets; la clau porta els busts d'un bisbe i un rei, que serien per ventura els dignataris que ocupaven aquests llocs en el moment de l'erecció del temple, Gonzalo, bisbe de Calahorra, i el monarca Joan I de Castella. El trasdòs és guarnit amb un adorn decorat amb vinyes i que parteix d'unes mènsules amb les figures d'una dona i un clergue. En la cúspide pot veure's un escut policromat de Bilbao realitzat al segle xviii, motiu heràldic que repeteix el vist en el pilar del pòrtic a dalt comentat. A l'interior de la Catedral, el timpà de la portada està ocupat per una bella talla de la Immaculada, obra de Francisco de Arizmendi realitzada entorn de 1783.

### Interior de l'església
Presenta planta basilical dividida en tres naus longitudinals, de les quals la central és de major alçada, separades al seu torn en quatre trams per una sèrie de pilars circulars amb columnetes adossades i rematades amb faixes-capitell llises. Les naus laterals contenen capelles entre els seus contraforts. Els pilars exempts i els semipilars adossats als murs suporten les cobertes, consistents en voltes de creueria. Aquestes són simples en tots els trams de les naus excepte en el tercer de la nau central, que és més ample, mentre que creuer alineat, on la creueria es complica amb tercelets rectes, i en la Capella Major, que és de tipus estavellat. Les interseccions dels nervis estan decorades amb claus. Cal assenyalar que entre el mobiliari del temple, conformat per retaules i peces escultòriques, no figuren ni el ric aixovar litúrgic ni l'orfebreria: una selecció de les millors peces del mateix s'exposen en el museu Diocesà d'Art Sacre de Bilbao, instal·lat en l'antic convent de l'Encarnació d'Achuri a Bilbao.

#### Trifori i vitrals
L'alçat es distribueix en tres registres composts pels arcs formerers, el trifori ornamental, element que embelleix l'edifici i ho envolta en tots els seus costats excepte el mur de tancament dels peus, i els vitralls, realitzats en dos moments diferents en la segona meitat del segle xix en estil neogòtic i que es divideixen en 17 finestrals i tres rosasses. Només les vidrieres de la capçalera porten representació figurativa: la Trinitat en el centre i als seus costats dues parelles d'Apòstols. Les finestres que donaven llum a les naus baixes abans si es fes les capelles, que disposen d'obertures d'il·luminació particulars, estan actualment encegades amb aplicacions d'alabastre.

Interior de la Catedral
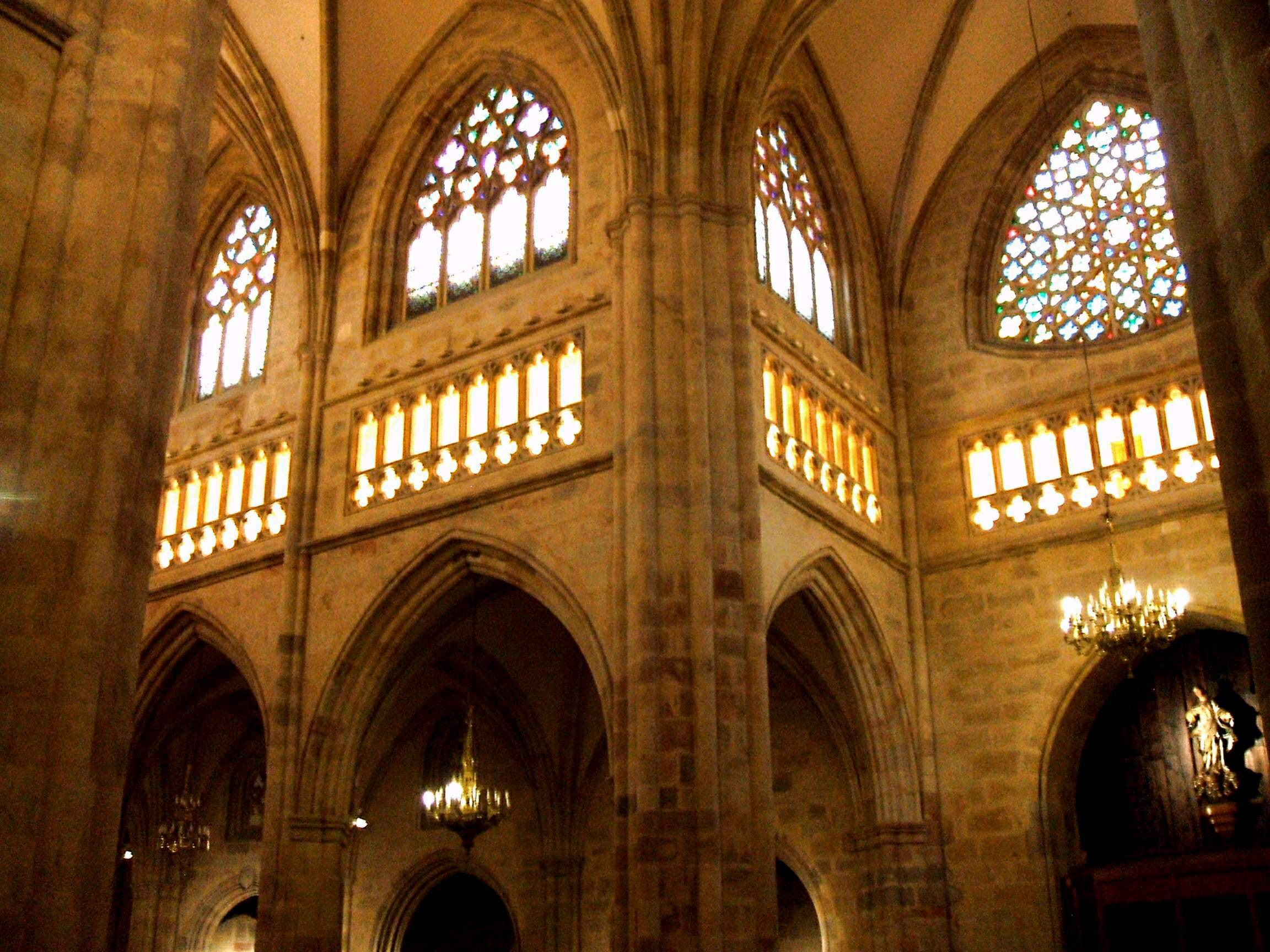
Creuer, nau de l'Epístola, trifori i vitralls.
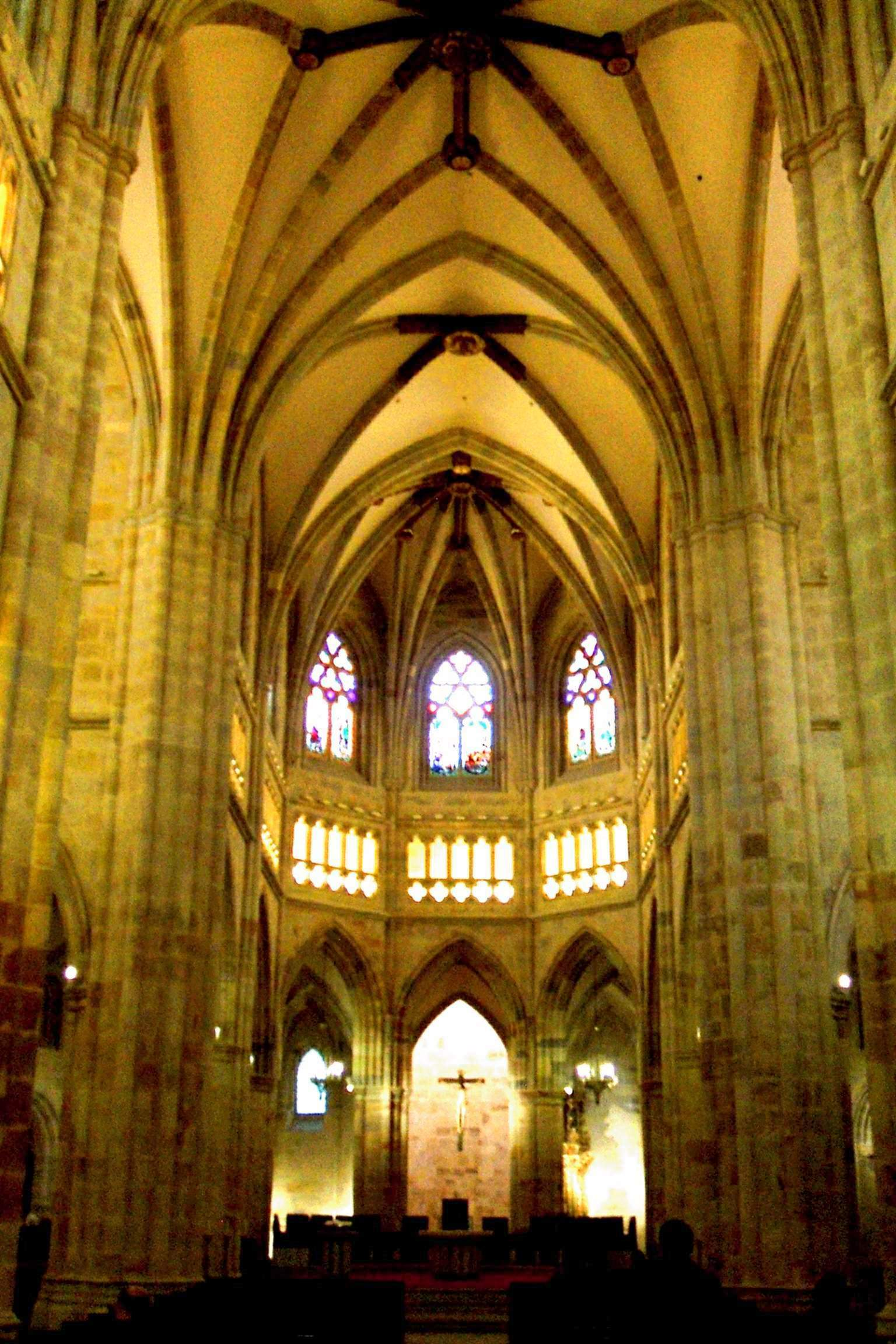
Nau central y capçalera.
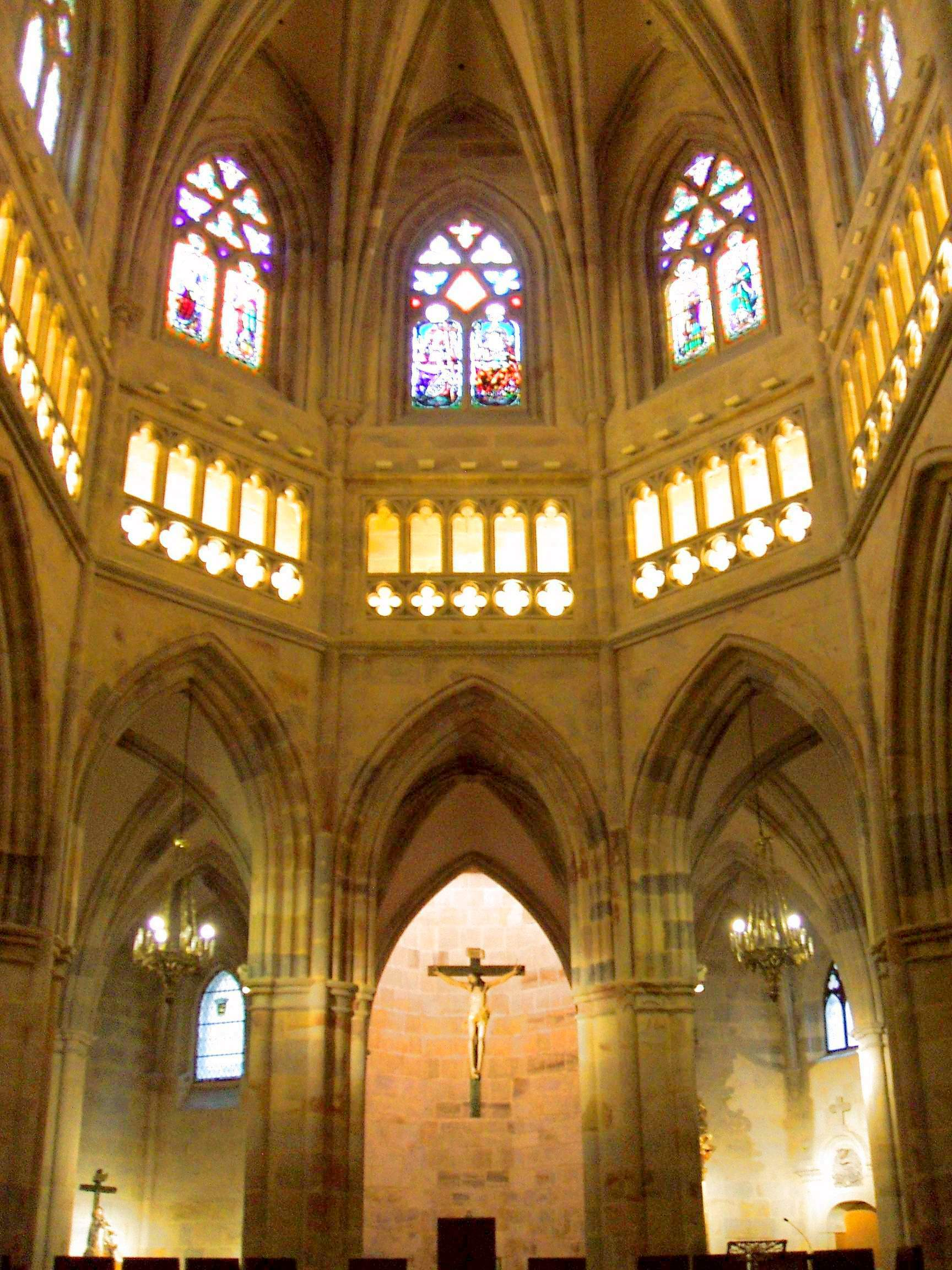
Capçalera i Capella Major.
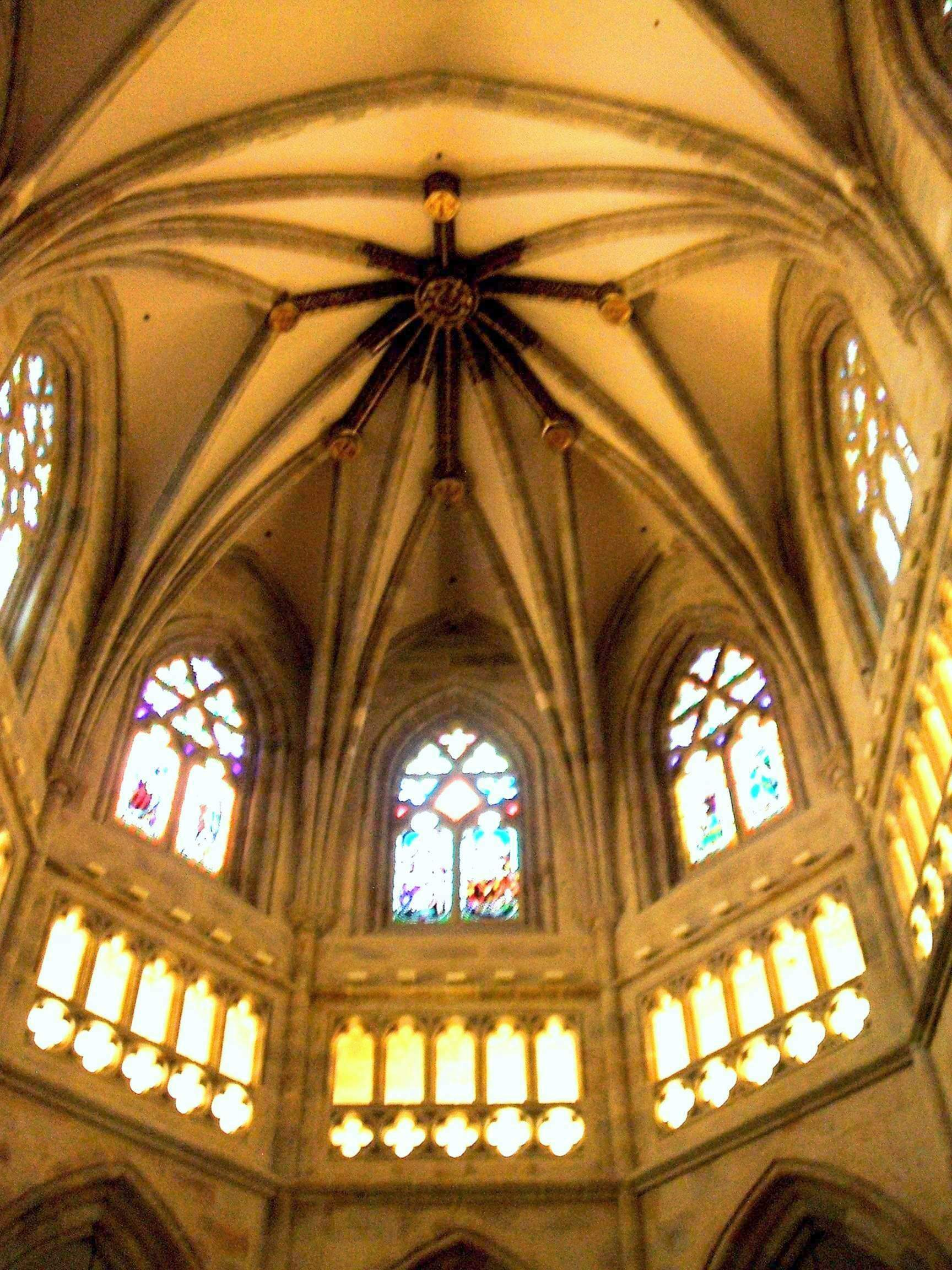
Capçalera i Capella Major.
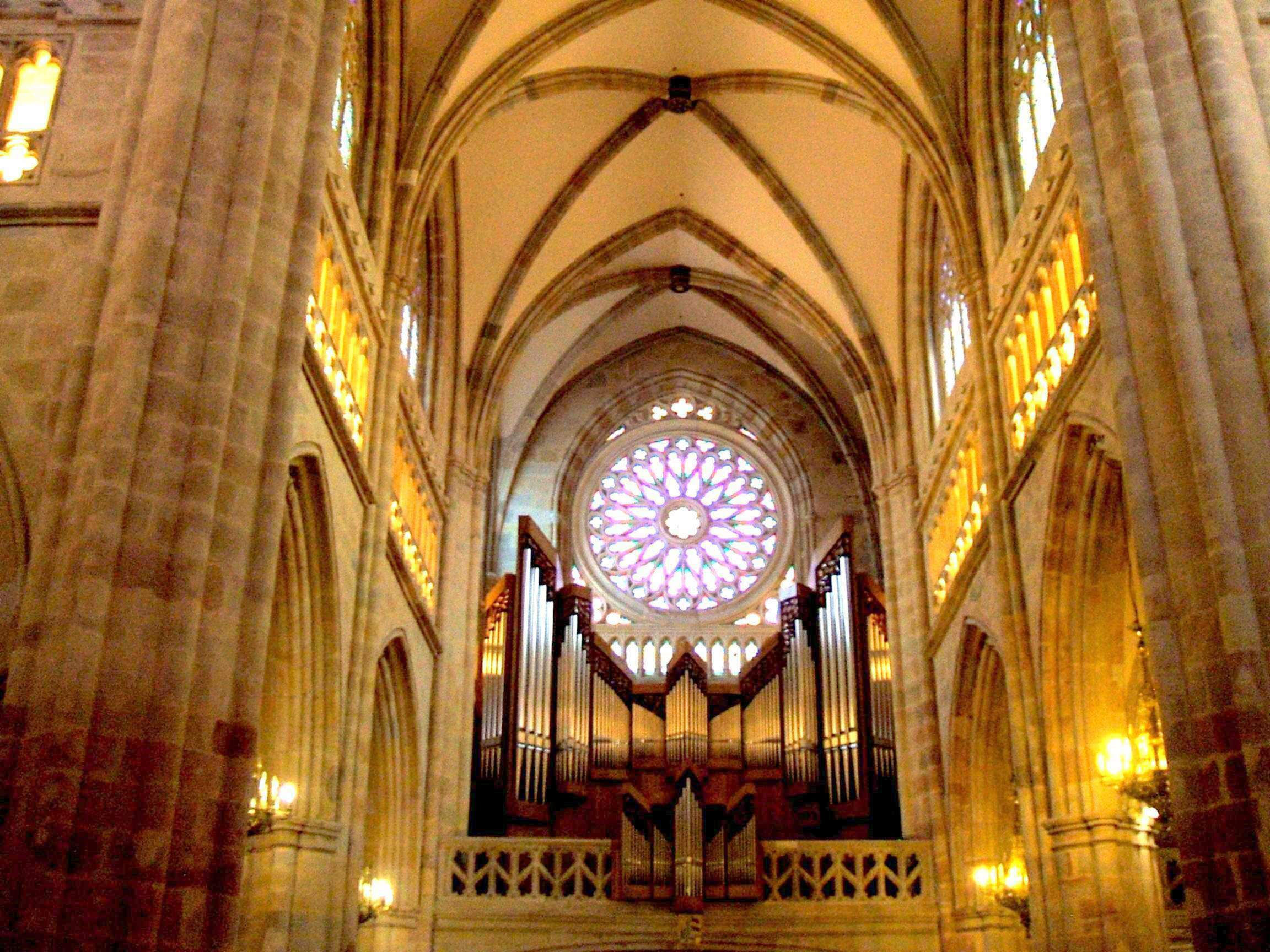
Nau central i cor.

#### Girola i Capella Major
La capçalera presenta una àmplia girola o deambulatori. L'avoltat de la girola s'articula en set trams triangulars i quadrats alterns, possiblement per influència d'algunes construccions del gòtic francès, els quals allotgen sengles capelles radials, formant semicercle. La Capella Major té planta trapezoïdal de sis costats, dels quals, els tres posteriors s'obren a la girola amb sengles arcs apuntats, que connecten en una sèrie ininterrompuda les dues fileres d'arcs formerers. En el presbiteri, espai que va ser remodelat l'any 2000, es disposa el cadirat per als canonges, que emmarca la càtedra o seu episcopal. En el centre la taula de l'altar, d'original disseny circular i recolzada sobre 12 columnes que simbolitzen als Apòstols.

#### Cor
En tractar-se el temple en origen d'una mera església parroquial, el cor no se situa en un espai central de la nau a nivell del sòl, com és habitual en les catedrals, sinó que apareix alçat en el primer tram de la nau, en la seva part anterior. Acull un òrgan clàssic de la casa Pellerín & Uys de Dax (França), batejat amb el nom del compositor alabès Jesús Guridi, que fos organista de la catedral entre 1918 i 1939. Va ser construït en 2001 i col·locat en 2002, substituint a un altre fabricat per la signatura alemanya Ibach que va donar la benefactora local Senyora Casilda Iturriza en 1890.

#### Sagristia

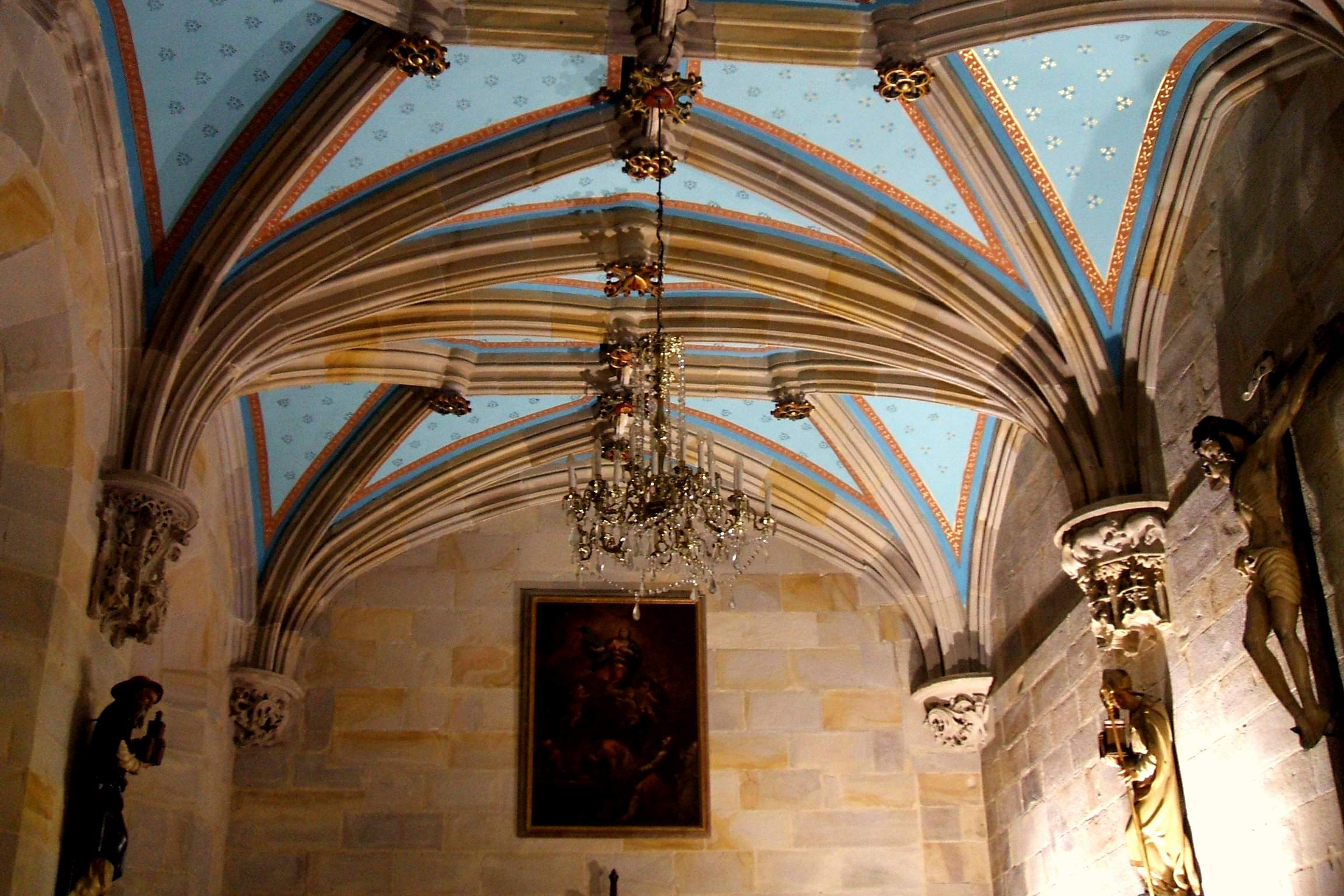
Voltes de la Sagristia.

Construïda en estil gòtic-renaixentista al segle xvi i àmpliament remodelada a la fi del segle xix, és un espai rectangular, amb eix perpendicular al del temple, adossat a la torre pel costat nord i també a la crugia occidental del claustre, amb el qual comparteix la meitat del mur i amb el qual està comunicat. Es compon de tres trams amb coberta avoltada de creueria; les seves claus estan decorades, els nervis recolzen en grans mènsules figuratives i la plementeria s'ofereix avui pintada d'un cridaner blau celeste. Sota les mènsules se situen, suspeses de la paret i recolzades en peanyes, talles dels quatre Sants Pares de l'església llatina: Sant Agustí, Sant Jeroni, Sant Ambrosi i Sant Gregori el Gran, que van pertànyer al Retaule Major de l'església realitzat per Guiot de Beaugrant entre 1533 i 1543. En la testera nord es pot observar un llenç a l'oli de la Immaculada Concepció de la primera meitat del segle xviii i que és còpia del de La Nostra Senyora de la Porteria, en Àvila. Un Crucifixat del segle xvi completa el mobiliari de la sagristia.

#### Cripta oratori
Se situa sota l'altar major i enfront de la Capella del Sagrario, baixant-se a la mateixa per unes escales des de la girola. En aquesta cripta s'ha preservat com a testimoniatge arqueològic part del mur de capçalera del primer temple de Santiago, que ja existia abans de la fundació de la vila de Bilbao en 1300. També pot contemplar-se un arca que conté les relíquies de Sant Fructuós, Sant Bonifaci i altres màrtirs, que juntament amb els noms dels sants i beats vinculats a la Diòcesis disposats en els murs, pretenen oferir al visitant un testimoniatge de la tradició cristiana local en aquest particular espai d'oració.

#### Capelles
Les quinze capelles, allotjades entre els contraforts, aconsegueixen menys alçada que les naus baixes, excepte les cinc del centre de la girola, planificades des del principi i construïdes alhora que la capçalera, ja que van ser finançades per feligresos adinerats per col·locar allí les seves sepultures. El recorregut per les capelles comença per la de la Verge del Pilar, en la nau de l'Evangeli (orientada al nord, a l'esquerra de la porta principal), per anar girant després per tota l'església, seguint l'adreça de les agulles del rellotge.

##### Capella de la Verge del Pilar
Oberta en el segon tram de la nau de l'Evangeli, fins a 1725 estava dedicada a Sant Julià i les Ànimes; aquell any, la creació d'una confraria dedicada a la Verge del Pilar va propiciar el canvi d'advocació mariana. L'espai rectangular es cobreix amb creueria de quatre nervis i té una finestra que dona a la cruixia sud del claustre. Posseeix retaule barroc, de cap a 1760. Aquest conté, en un arcosoli, una imatge de la Verge del segle xvi, fina talla atribuïda al taller franc-flamenc dels Beaugrant i que era coneguda com la Verge dels Prodigis quan formava part del desaparegut Retaule Major de l'església. En dedicar-se la Capella a la Verge del Pilar al segle xviii, es va muntar la imatge sobre un pilar platejat. Als seus peus, apareix una talla orant de Santiago Pelegrí, obra datable en la segona meitat del segle xviii.
Ja fora de la Capella, en la seva prolongació, corresponent al braç septentrional del creuer, es troba un Santiago Pelegrí tallat en fusta per l'escultor Pérez Comendador en 1955 amb motiu de la consagració de la Catedral.

##### Capella de San Antón

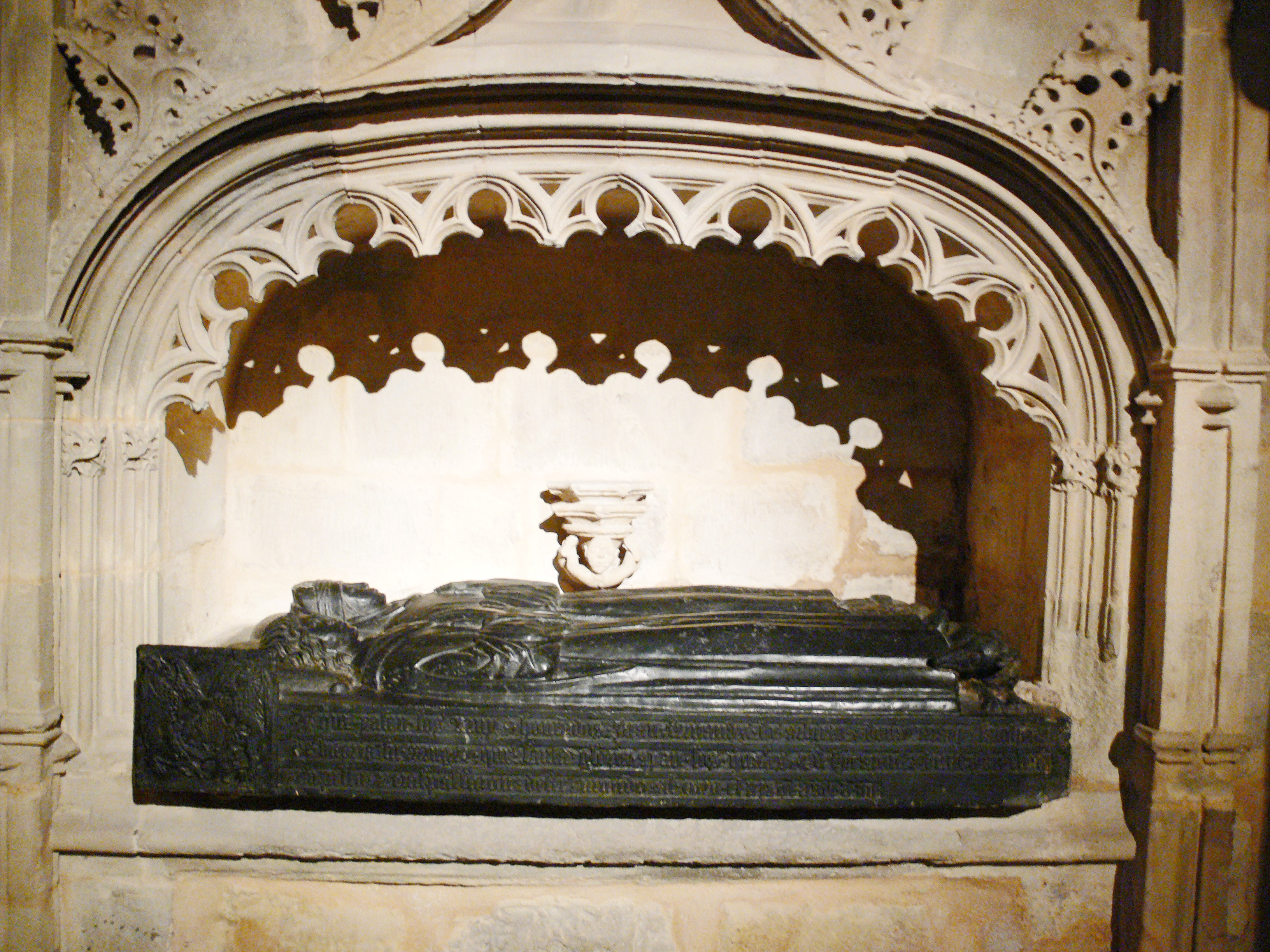
Capella de San Antón. Sepulcre de los Arbieto, segle.

En el quart tram de la nau de l'Evangeli. El seu accés és apuntat i disposa de volta de creueria simple. Acull sepulcre tardgòtic, en arcosoli amb intradòs angrelat, de la família Arbieto, de principis del segle xvi, amb inscripció en bella lletra gòtica; els difunts, Juan Fernández de Arbieto i María Sánchez de Vitòria, apareixen jacents esculpits en un bloc de pissarra amb sengles gossos als seus peus, símbol de fidelitat. Hi ha també una talla policromada de Sant Antón (Sant Antoni Abad), hispanoflamenca de finals del segle xv

##### Capella de Nuestra Señora de Begoña
En el cinquè i últim tram de la nau de l'Evangeli, està consagrada a la patrona de Biscaia. És una de les capelles més grans, amb accés apuntat, obertura de mig punt i volta de creueria simple. Conté el sepulcre gòtic del matrimoni Arana-Basurto, mercaders bilbains de finals de l'edat mitjana, amb inscripció i decoració heràldica. Posseeix retaule barroc de cap a 1700, que posseeix una talla tardgòtica de la Magdalena de principis del segle xvi en l'àtic i una Verge de Begoña del segle xx en el nínxol central. El mobiliari es completa amb un llenç de paret amb el retrat de la titular, obra barroca del segle xviii.

##### Capella de Santa Lucía
Primera de la girola pel seu costat nord, el seu accés és lleument apuntat i la seva volta de creueria, senzilla. Posseeix una finestra rectangular cap al carrer. En l'espai poden contemplar-se un sepulcre gòtic amb personatge jacent d'identitat desconeguda i indumentària militar, i un retaule neoclàssic que emmarca la talla de Santa Llúcia, obra renaixentista atribuïda al cercle de Juan de Beaugrant, de cap a 1545, i que va formar part del desaparegut Retaule Major de l'església, més dues taules barroques del segle xviiI, al banc, corresponents a Sant Josep i Sant Joan Baptista.

##### Capella de San Diego de Alcalá
Segona de la girola, és de planta trapezoïdal, amb una forçada creueria radial de cinc nervis, que conflueixen en una clau decorada amb un relleu de l'apòstol Sant Pere. El retaule, profusament decorat amb fullatge i policromat, la talla de Sant Didac d'Alcalà, en el nínxol central, i el llenç de la Transverberació de Santa Teresa, en l'àtic, són barrocs i corresponen a diferents moments de la primera meitat del segle xviii.

##### Capella de Nuestra Señora de la Piedad
Tercera de la girola, és pentagonal i està coberta amb creueria de cinc nervis, amb la clau central decorada amb una figura sedent d'El Salvador. Té finestreta apuntada. Presideix la capella una bella talla de la Pietat, peça del barroc castellà de cap a 1642, si bé la policromia és molt posterior. Els murs van decorats amb elements funeraris petris, que van estar encastats en el sòcol del presbiteri; van ser realitzats a mitjans del segle xvi, potser pel cercle de Juan de Beaugrant. De les tres laudes sepulcrals, dues presenten embalums jacents llaurats al detall i la tercera mostra la representació de les tres virtuts teologals, fe, esperança i caritat, enmarquen sengles medallons.

##### Capella del Sagrari
Quarta de la girola, sobre l'eix longitudinal del temple. D'aquesta capella central s'han recuperat, en tant que sigui possible, el seu aspecte i forma originals. En 2000 es van col·locar un cobriment de cristall i un sagrari gòtic en forma de torre eucarística fet en pedra arenisca al segle xv, seguint un model típic de Flandes i el nord d'Europa, que procedeix de l'església de Sant Pere de Mendexa. Es tracta d'una obra en dipòsit pertanyent al museu Arqueològic, Etnogràfic i Històric Basc de Bilbao i el seu ús catedralici és com a reserva eucarística del Dijous Sant.

##### Capella de Nuestra Señora del Rosario
Cinquena de la girola, ja en el seu costat sud. Simètrica i similar en les seves formes a la Capella de la Pietat, la clau de la seva creueria de cinc nervis representa a l'Àngel de l'Anunciació i té una finestra ogival amb vidriera que mostra la lletra "G", de Gortázar, el seu últim patró, a qui pertany el lucillo sepulcral barroc que conserva. El seu retaule és barroc, de cap a 1700, amb una Verge del Roser de cap a 1750 i, en l'àtic, un llenç de Sant Domènec de Guzmán de l'època de la maçoneria.

##### Capella de Nuestra Señora de los Remedios
Sisena de la girola, té planta pentagonal i volta de creueria radial, en què la seva clau es representa una Verge sedent. Una finestreta ogival il·lumina l'espai. El seu pintoresc retaule-relicari, reconstruït al segle xviii aprofitant elements dels dos segles precedents, acull imatges de la Verge dels Remeis amb el Nen de cap a 1660, de Sant Ramon Nonat de mitjans del segle xviii, i, en l'àtic, de la Verge de la Mercè de cap a 1700. La maçoneria guarda un total de 120 relíquies portades de Roma pel Dean de la Catedral de Badajoz, el bilbaí Martín de Olloqui, en 1583.
<galeria>
Fitxer:Bilbao - Catedral de Santiago 19.JPG|Capella de Nuestra Señora de Begoña.
Fitxer:Bilbao - Catedral de Santiago 21.JPG|Capella de San Diego de Alcalá.
Fitxer:Bilbao - Catedral de Santiago 28.JPG|Capella de Nuestra Señora del Rosario.
Fitxer:Bilbao - Catedral de Santiago 30.JPG|Capella de Nuestra Señora de los Remedios.
</galeria>

##### Capella de Santa Marina
Setena i última de la girola i de planta rectangular irregular, presenta en la clau de l'arc d'accés un escudent amb os rampant a un arbre i conserva en el seu interior un lucillo sepulcral i una bella talla de Sant Josep amb el Nen, obra moderna sortida del taller escultòric bilbaí Basterra-Larrea. Defineixen el sòl cobertes de sepultures recuperades de la nau central, que recorden la funció funerària d'aquesta capella, destinada a acollir les restes dels bisbes difunts.

##### Capella de la Virgen del Carmen
En el cinquè i últim tram de la nau de l'Epístola, s'accedeix a ella sota arc apuntat i es cobreix amb creueria simple. Té un sepulcre gòtic, que repeteix el disseny arquitectònic del de la Capella de Santa Llúcia, amb una Verge pètria sense advocació específica sobre peanya i d'estil tardgòtic, de començaments del segle xvi.

##### Capella del Bautismo
En el quart tram de la nau de l'Epístola. És de les més àmplies i regulars, de planta rectangular, i es cobreix amb dos arcs creuats. Té sepulcre gòtic similar al de la Capella del Carmen. Se situa aquí la pila baptismal, robusta peça de marbre vermell les pedreres d'Ereño realitzada a mitjans del segle xviii, així com una escultura gòtica pètria de Sant Joan Baptista de cap a 1300; es tracta de la peça més antiga de la Catedral, tant del mobiliari com de l'arquitectura.

##### Capella de San Serafín
En el segon tram de la nau de l'Epístola, presenta planta rectangular i és la més petita de totes les capelles de la Catedral. Es cobreix amb volta de creueria simple. A un costat del sepulcre tardogòtic, similar als anteriors i descobert en l'última restauració, se situa la imatge de Sant Serafí, talla neoclàssica de cap a 1840.

##### Capella Penitencial
En el primer tram de la nau de l'Epístola. És rectangular, el seu accés és d'arc carpanell i es cobreix amb creueria estavellada que arrenca de mènsules amb els símbols dels Evangelistes, el Tetramorf; la seva finestra és adintlellada. Va conèixer una considerable reforma el 1867.

##### Capella del Cristo del Amor
Situada als peus del temple, en l'arrencada de la nau de l'Epístola. Té un retaule neogòtic del segle xx amb relleus dels quatre Evangelistes i de les catorze estacions del Viacrucis, que acull la imatge del Crist de l'Amor, de gran devoció a Bilbao. És una bella talla atribuïda a l'imatger franc-flamenc Guiot de Beaugrant, de cap a 1543 i, probablement, un element pertanyent al desaparegut Retaule Major de l'església. Tanca la capella un ric reixat neogòtic.

### Claustre

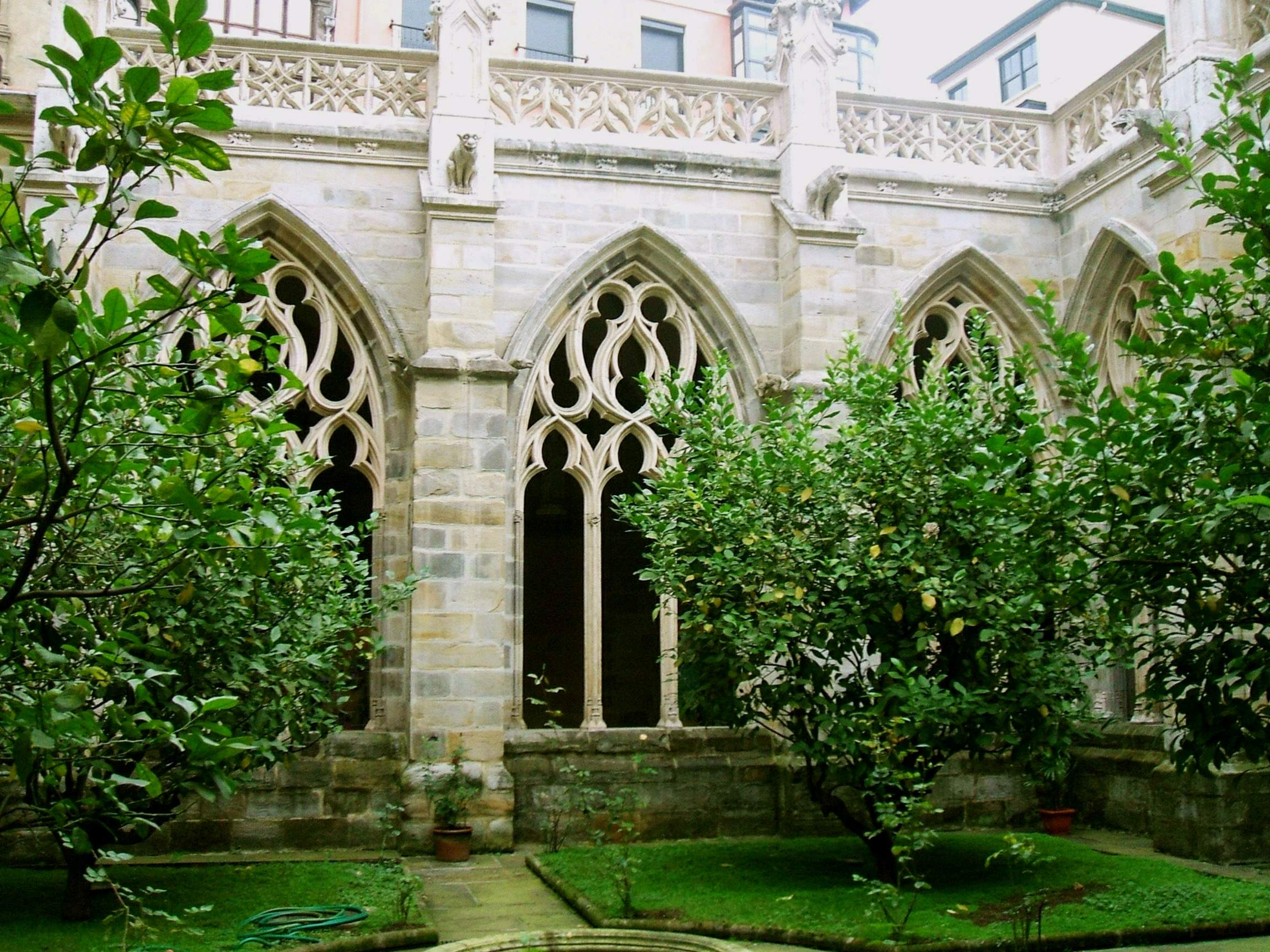
Aspecte del claustre.

És l'únic claustre gòtic que es conserva a Biscaia juntament amb el del convent de San Francisco de Bermeo i pot dir-se que és excepcional, ja que molt poques vegades es dotava a meres esglésies parroquials de claustres processionals, màxim en aquest cas, en tractar-se d'una construcció de notable elegància i equilibri. L'espai quadrat, de 24 x 24 metres, va ser construït en la primera dècada del segle xvi adossat al flanc septentrional de l'edifici, això és, a la nau de l'Evangeli. Per a això, es va envair l'espai de l'antic cementiri nord del temple. Al segle xx, entre 1924 i 1931, es va enriquir la seva traça amb importants addicions escultòriques. A llavors corresponen la cresteria, els pinacles, les gàrgoles i la traceria dels intradòs dels arcs. El jardí central està encaixonat per quatre crugies avoltades amb creueria clàssica i apuntades al pati a través de grans finestrals ornats amb l'esmentada traceria flamígera neogòtica, que descansa en tres mainells motllurats.
Al llarg del claustre es troben distribuïdes diverses peces de tipus funerari, pertanyents a diferents èpoques. Iniciant el recorregut per l'esquerra, segons s'accedeix al claustre, es troba la làpida que va pertànyer a la família Olloqui, de finals del segle xvi, que porta en relleu l'escut amb les armes del seu cognom. Seguidament apareix la sepultura d'Ortuño d'Ugarte, de mitjans del segle xvii. Mostra escut heràldic i inscripció informativa dels càrrecs que va exercir aquest cavaller, mort en 1634. Però l'enterrament més destacat és el que està a continuació, realitzat entorn de 1540. Es tracta d'un sepulcre renaixentista en arcosoli reaprofitant posteriorment al segle xviii per enterrar part de les restes del bisbe Andrés de Porras, prelat de la Diòcesi de Calahorra, a la qual llavors pertanyia Bilbao. L'última i més recent peça funerària és la de Francisco Iturribarría, a qui es va dedicar el relleu situat en el pòrtic sud. Va morir en 1916, encara que no va ser fins a 1957 quan es van traslladar les seves restes a aquest sepulcre, tallat per l'escultor Quintín de la Torre. Així mateix, s'exposen tres lloses pertanyents a les necròpolis primitives del temple.
Al claustre s'accedeix des de l'interior de l'església i també des del carrer Correo per la Porta de l'Ángel, abans esmentada. Els accessos des de l'interior de l'església són dos: des del tram nord del creuer, passatge que es va recuperar en les últimes intervencions restauradores, i des del primer tram de la nau de l'Evangeli, per on s'ingressa també en la Sagristia.

## Plànol descriptiu
|  |  | I: Església - C: Claustre - P: Pòrtic - S: Sagristia 1: Capella de la Virgen del Pilar. 2: Capella de San Antón. 3: Capella de Nuestra Señora de Begoña. 4: Capella de Santa Lucía. 5: Capella de San Diego de Alcalá. 6: Capella de Nuestra Señora de la Piedad. 7: Capella del Sagrario. 8: Capella de Nuestra Señora del Rosario. 9: Capella de Nuestra Señora de los Remedios. 10: Capella de Santa Marina. 11: Capella de la Virgen del Carmen. 12: Capella del Bautismo. 13: Capella de San Serafín. 14: Capella Penitencia.l 15: Capella del Cristo del Amor. 16: Cripta oratori. |